# Fagraea salticola
Fagraea salticola är en gentianaväxtart som beskrevs av Leenh.. Fagraea salticola ingår i släktet Fagraea och familjen gentianaväxter. Inga underarter finns listade i Catalogue of Life.